# Orchadocarpa
Orchadocarpa é um género botânico pertencente à família Gesneriaceae.

## Espécie
Orchadocarpa lilacina

## Nome e referências
Orchadocarpa Ridley